# Aurland
Aurland ist eine Gemeinde in der Provinz Vestland in Norwegen. Aurlandsvangen am Aurlandsfjord ist der Verwaltungssitz der Gemeinde. Manchmal wird der Ort selbst kurz Aurland genannt.

## Geografie

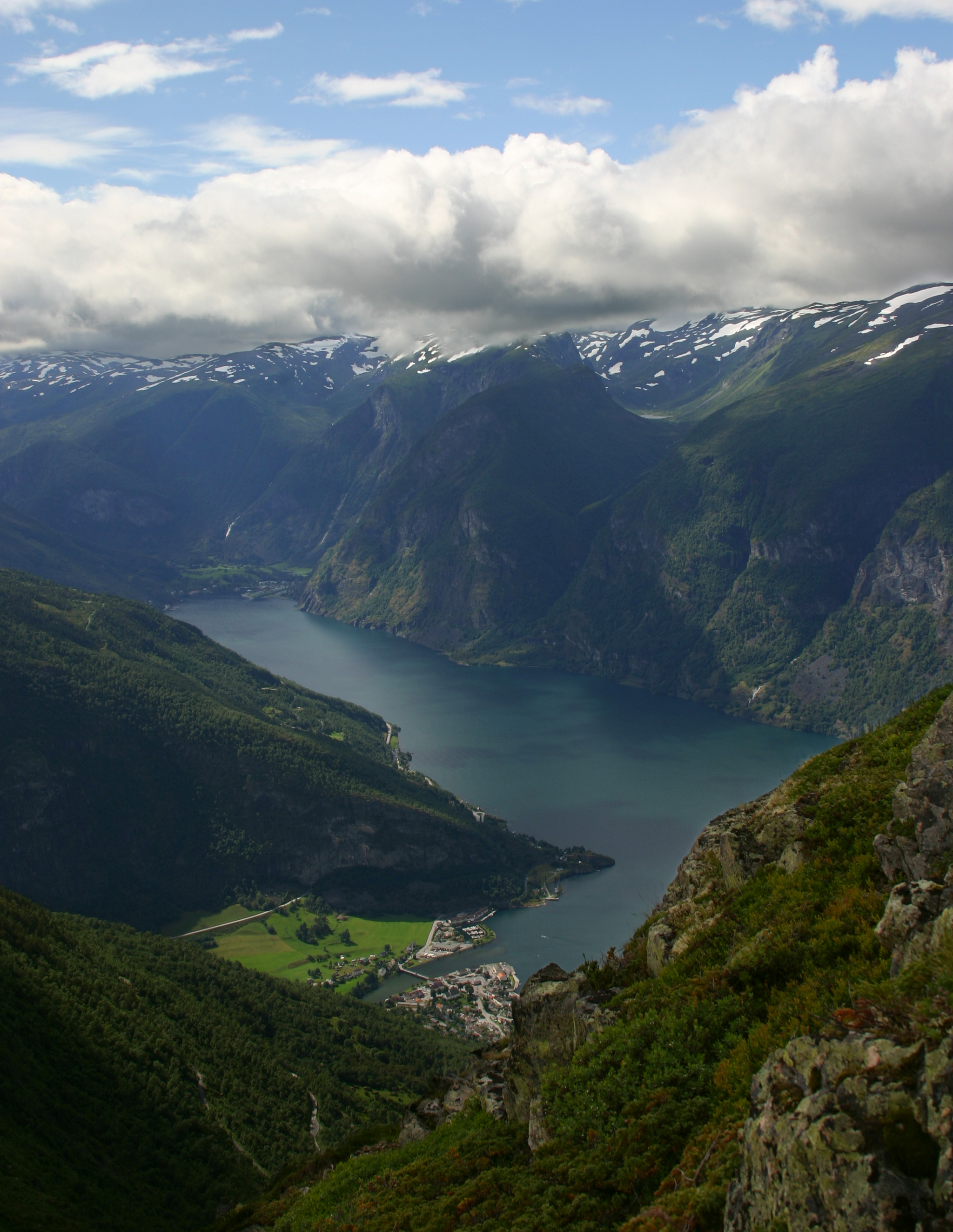
Ausblick über den Aurlandsfjord nach Flåm. Im Vordergrund der Verwaltungssitz Aurlandsvangen, auf der gegenüberliegenden Fjordseite der Gebirgszug Flenjaeggi

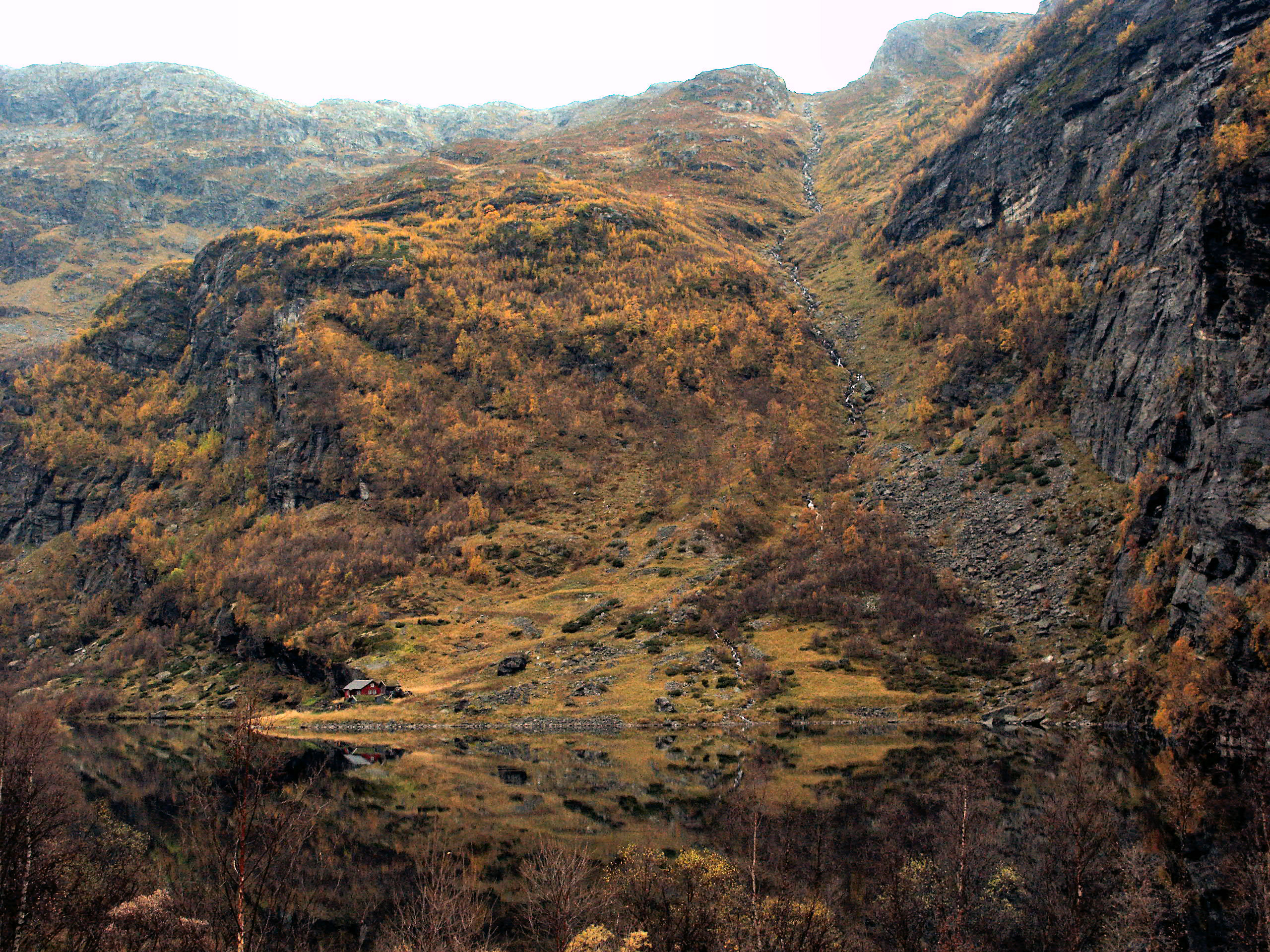
Die Farm Nesbø im Aurlandsdalen am See Nesbøvatnet. Oberhalb der Farm ist der Berg Tindi zu sehen. Im Hintergrund sind die Hänge hinauf zur Hochebene Ragnhildabotn zu erkennen. Zwischen dem Tindi (links) und den Ausläufern des Berges Børefjellet (rechts) befindet sich das Gravadalen

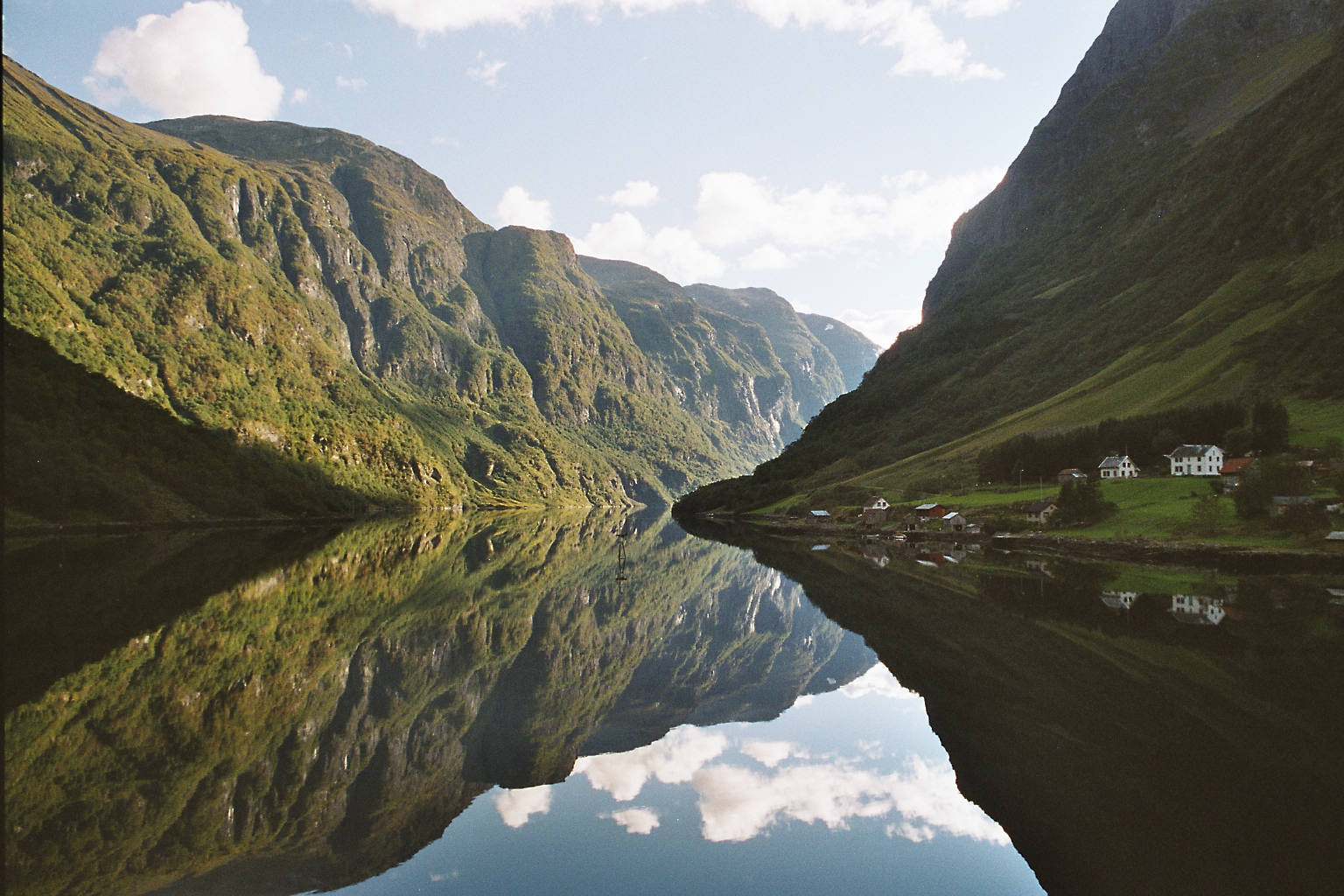
Bakka am Nærøyfjord

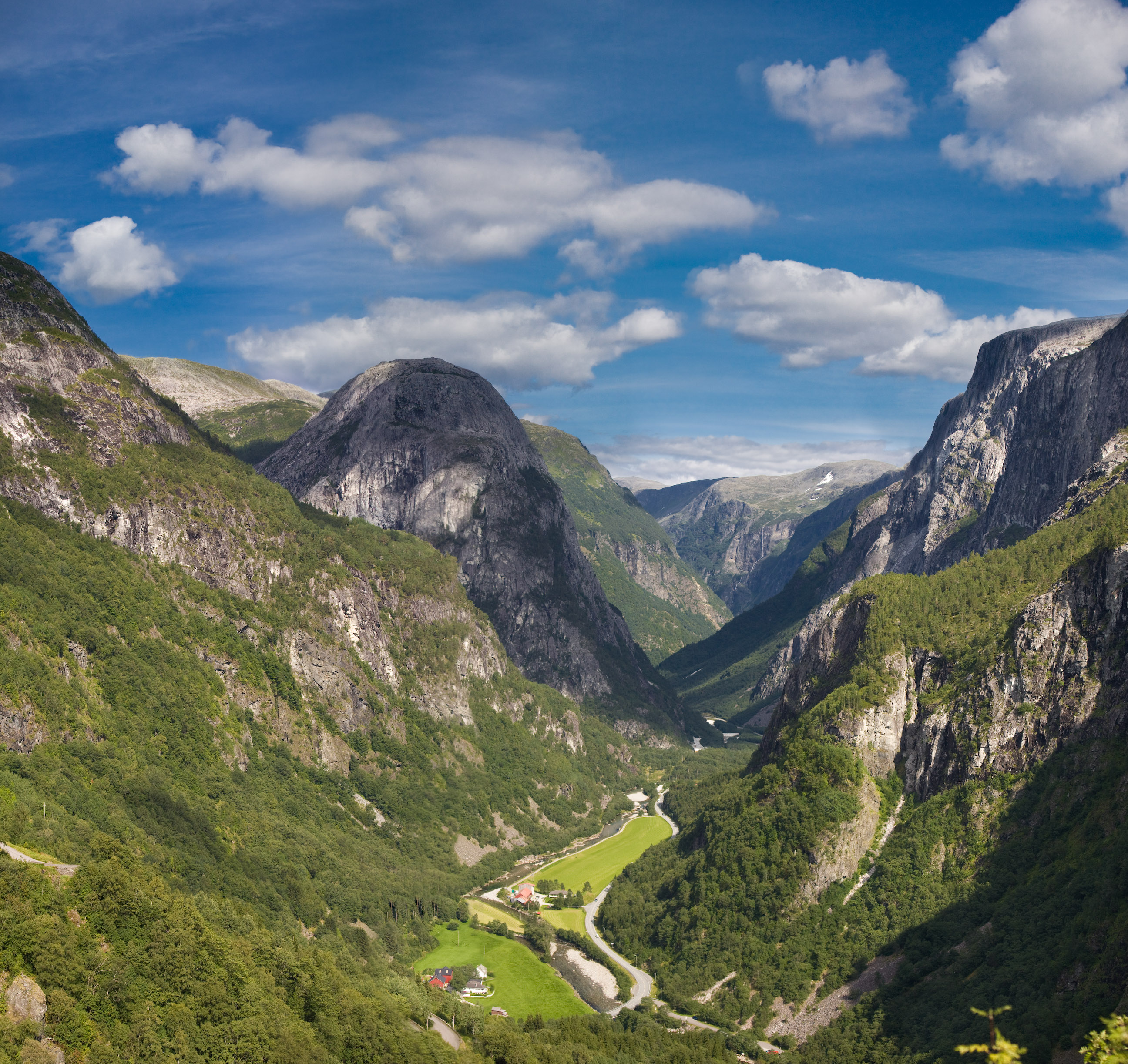
Blick von Stahlheim ins Nærøydalen

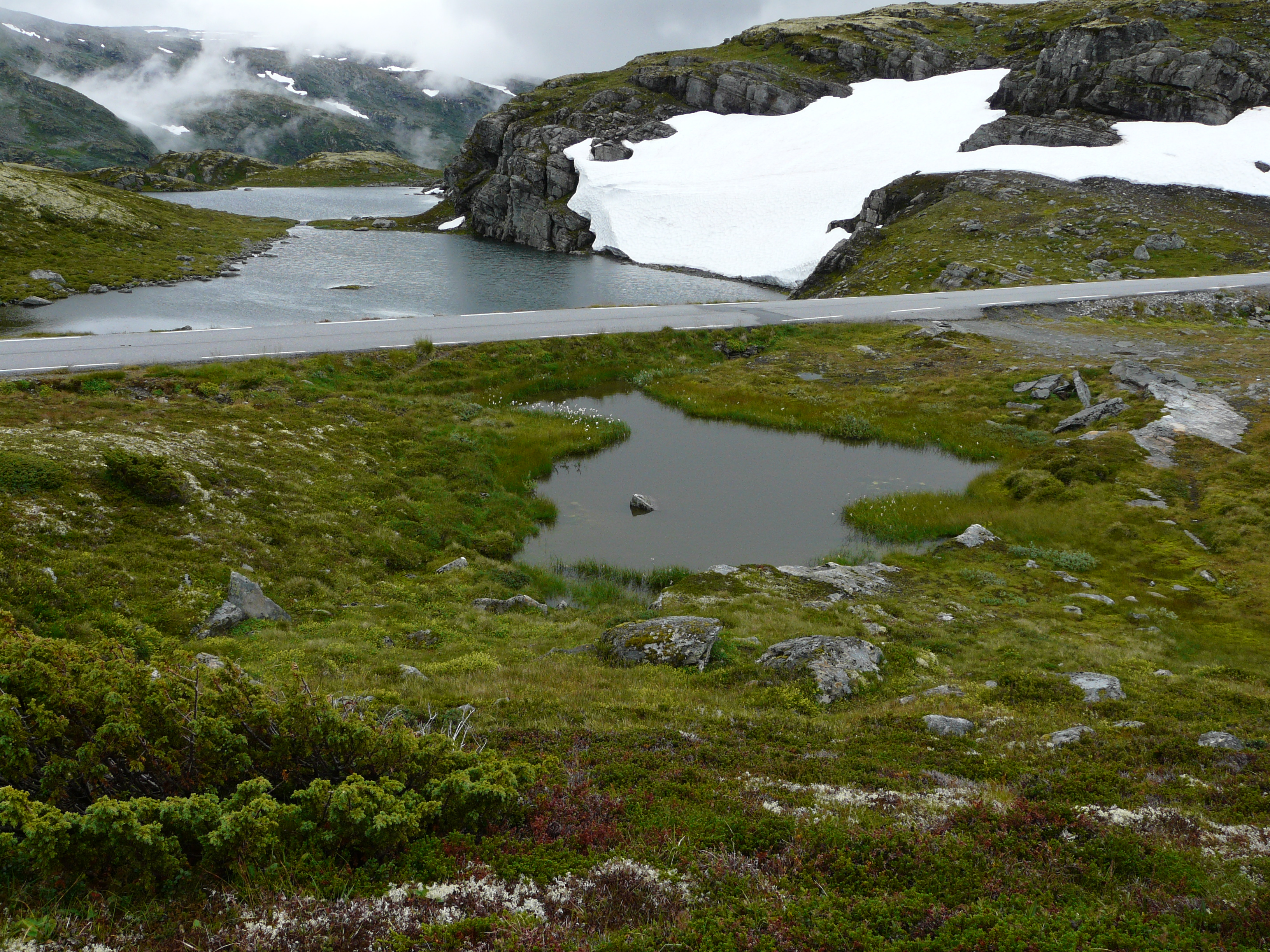
Snøvegen: Ebene an der Grenze nach Lærdal

### Geografische Lage
Aurlands Natur ist durch eine Gebirgslandschaft geprägt. 80 % der Fläche liegen über 900 Meter über dem Meeresspiegel (moh.). In die Landschaft schneiden sich die Fjorde Aurlands- und Nærøyfjord ein. Beide sind Nebenarme des längsten und tiefsten Fjords in Norwegen, dem Sognefjord. Neben ihnen erheben sich die Berge Styvisdalseggi, Storebreen, Syrdalsbreen, Flenjaeggi, sowie der Blåskalven. Er ist mit 1.809 moh. die höchste Erhebung der Gemeinde. Als Fortsetzung an den Nærøyfjord schließt sich das Nærøydal an. Hier befindet sich der Ort Gudvangen. Der Fluss Nærøydalselvi durchquert das Tal und bildet durch die geologischen Gegebenheiten teilweise tiefe Schluchten aus. Am Ende des Aurlandsfjorden erhebt sich das Flåmsdal, mit dem Ort Flåm. Dieses Tal durchquert der Fluss Flåmselvi. Aus der letzten Eiszeit sind im Flåmsdalen Gletschertöpfe erhalten. Auf der westlichen Seite des Aurlandsfjorden befindet sich der Hauptort Aurlandsvangen. Nachdem der Aurlandselvi das Aurlandsdal durchflossen hat, mündet er hier in den Fjord. Auf der Halbinsel zwischen den beiden Fjorden und den Bergen Syrdalsbreen und Flenjaeggi befindet sich das Undredal. Durch das Tal fließt ebenfalls ein Fluss, der Undredalselvi. Der Ort Undredal liegt am Ausläufer des Tals am Aurlandsfjorden. Fast das gesamte Gebiet der Gemeinde gehört zur Bergregion Nordfjella, das seit 1995 auch Skarvheimen genannt wird. Nur der äußerste Nordwesten ab dem Nærøyfjorden ist davon ausgenommen. In dieser Bergregion kommen mehrere größere und kleinere Seen vor, beispielsweise Store Liavannet, Nyhellervannet, Stora Vargevannet und Fretheimsdalsvatnet.

### Geologie
Aurland liegt in Jotunheimen, dem südlichen und höchsten Teil des Skandinavischen Gebirges. Das Skandinavische Gebirge ist eine im Tertiär herausgehobene Großscholle am Westrand des Baltischen Schildes. Die Geologie Aurlands ist geprägt von verschiedenen mehr oder weniger intensiv gefalteten und mehr oder weniger stark metamorphen Gesteinen. Diese bilden drei übereinanderliegende tektonische Einheiten: einen autochthonen präkambrischen Basementkomplex als tiefste Einheit, einen kaledonisch deformierten, allochthonen kambro-silurischen Metasedimentkomplex und die kaledonische Jotun-Decke, die allochthones präkambrisches Basement repräsentiert, als höchste Einheit. Autochthones Basement und Metasediment-Einheit treten in einigen Teilen der Gemeinde in sogenannten tektonischen Fenstern großflächig zutage.
Das autochthone präkambrische Basement beißt vor allem im zentralen Teil und im Nordosten von Aurland, u. a. im unteren Abschnitt des Aurlandsdalen sowie in einigen Nebentälern aus, wo sich Gletscher und Flüsse tief ins Gebirge eingeschnitten und die höheren tektonischen Einheiten ausgeräumt haben. Die Basement-Einheit ist aus verschiedenen Gneisen und aus meist hellen Biotitgraniten und Granodioriten aufgebaut, die ihren Ursprung in präkambrischen Gebirgsbildungen haben.
Die Gesteine der Metasediment-Einheit umranden die Gesteine der Basement-Einheit und ziehen sich u. a. über das obere Aurlandsdalen bis an den Süd- und Ostrand der Gemeinde. Es handelt sich hierbei um Glimmerschiefer sowie um Phyllite und Quarzphyllite und in geringem Umfang um Marmor. Die Mächtigkeit dieser Einheit schwankt infolge der Faltungs- und Überschiebungsprozesse, die während der Kaledonischen Gebirgsbildung stattfanden, zwischen wenigen Metern und mehreren hundert Metern.
Die Jotun-Decke stellt den überwiegenden Teil der Oberflächengesteine in Aurland. Sie repräsentiert präkambrisches Basement, das während der Kaledonischen Gebirgsbildung noch über die Metasediment-Einheit geschoben wurde. Sie besteht vor allem aus magmatischen Gesteinen, die teilweise in Gneise und Amphibolite umgewandelt sind. Sehr häufig sind Anorthosite und Monzonite. Stellenweise treten aber auch Metasedimente in Form von Quarziten und Paragneisen in dieser Einheit auf.

### Nachbargemeinden
Die Gemeinde Aurland befindet sich im Osten der Provinz Vestland, die zum 1. Januar 2020 aus den bisherigen Provinzen Sogn og Fjordane und Hordaland gebildet wurde. Aurland liegt auf dem Gebiet der vormaligen Provinz Sogn og Fjordane, grenzt im Nordwesten an die Gemeinde Vik und im Nordosten an die Gemeinde Lærdal. Im Osten befindet sich die Gemeinde Hol der Provinz Buskerud. Im Süden und Südwesten grenzt sie an die Gemeinden Ulvik und Voss.

### Schutzgebiete

#### Hallingskarvet-Nationalpark
Der große Hallingskarvet-Nationalpark berührt Aurdal nur im äußersten Süden. Allein der Gletscher Vargabreen liegt im Einzugsgebiet der Gemeinde.

#### Landschaftsschutzgebiet Bleia-Storebotn
Das Landschaftsschutzgebiet Bleia-Storebotn wurde am 8. Oktober 2004 eingerichtet und umfasst insgesamt 66 km². Das Gebiet liegt sowohl in Aurland als auch in der Gemeinde Lærdal. Es befindet sich im Norden von Aurland und erstreckt sich vom Aurlandsfjorden über die Berge Breisnesnosi, Kalvnesnosi, Støkkarberg, Handkiefjellet und Nisedalsfjellet über die Ebenen Kolarbotn und Storebotn bis an die Grenze von Lærdal. Der Berg Grånosi liegt ebenfalls im Einzugsgebiet, während das Djupedalene davon ausgeschlossen ist. Das Schutzgebiet umfasst die Natur- und Kulturlandschaften der Fjorde, Ebenen und Gebirge mit einer reichhaltigen Vegetation und einer wild lebenden Rentierpopulation.

#### Landschaftsschutzgebiet Nærøyfjord
Das Landschaftsschutzgebiet Nærøyfjorden wurde am 8. November 2002 eingerichtet und umfasst 576 km². Seit 2005 gehört es zusammen mit dem Geirangerfjord unter dem Titel Westnorwegische Fjorde zum Weltnaturerbe der UNESCO. Das Gebiet liegt hauptsächlich in der Gemeinde Aurland. 35 km² verteilen sich auf die Gemeinde Voss und die übrige Fläche befindet sich um den Fresvikbreen in der Gemeinde Vik. In Aurland erstreckt sich das Gebiet von der nördlichen und westlichen Grenze bis an den Aurlandsfjorden und das Flåmsdalen. Das Schutzgebiet umfasst sowohl Natur- als auch Kulturlandschaft, mit Fjord- und Gebirgs- und Gletscherlandschaften. Neben der mannigfaltigen Flora und Fauna schließt die Region aktive Acker- und Weideflächen sowie Kulturgüter ein, beispielsweise Almhöfe und den alten königlichen Postweg.

## Gemeinde

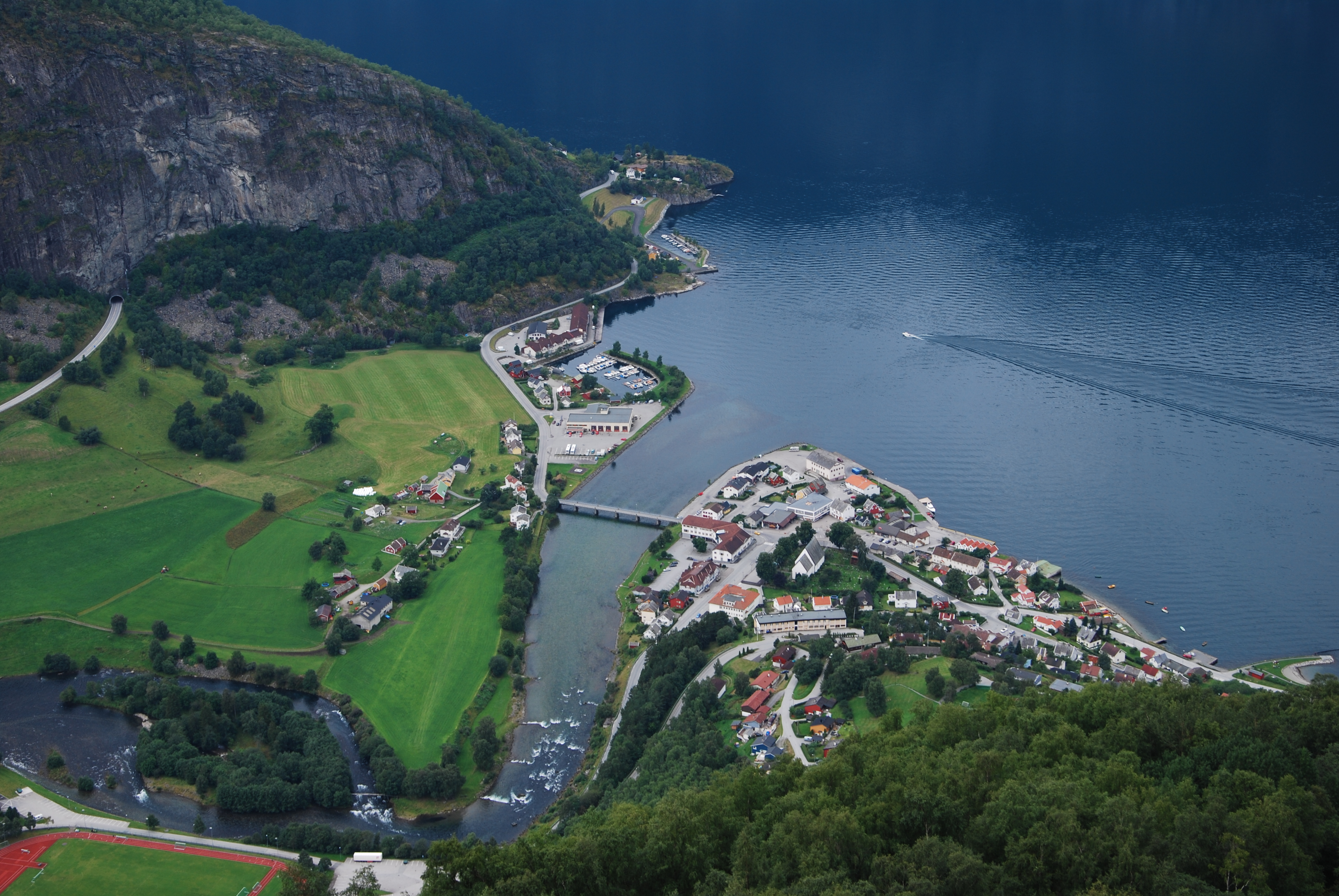
Blick auf Aurlandsvangen

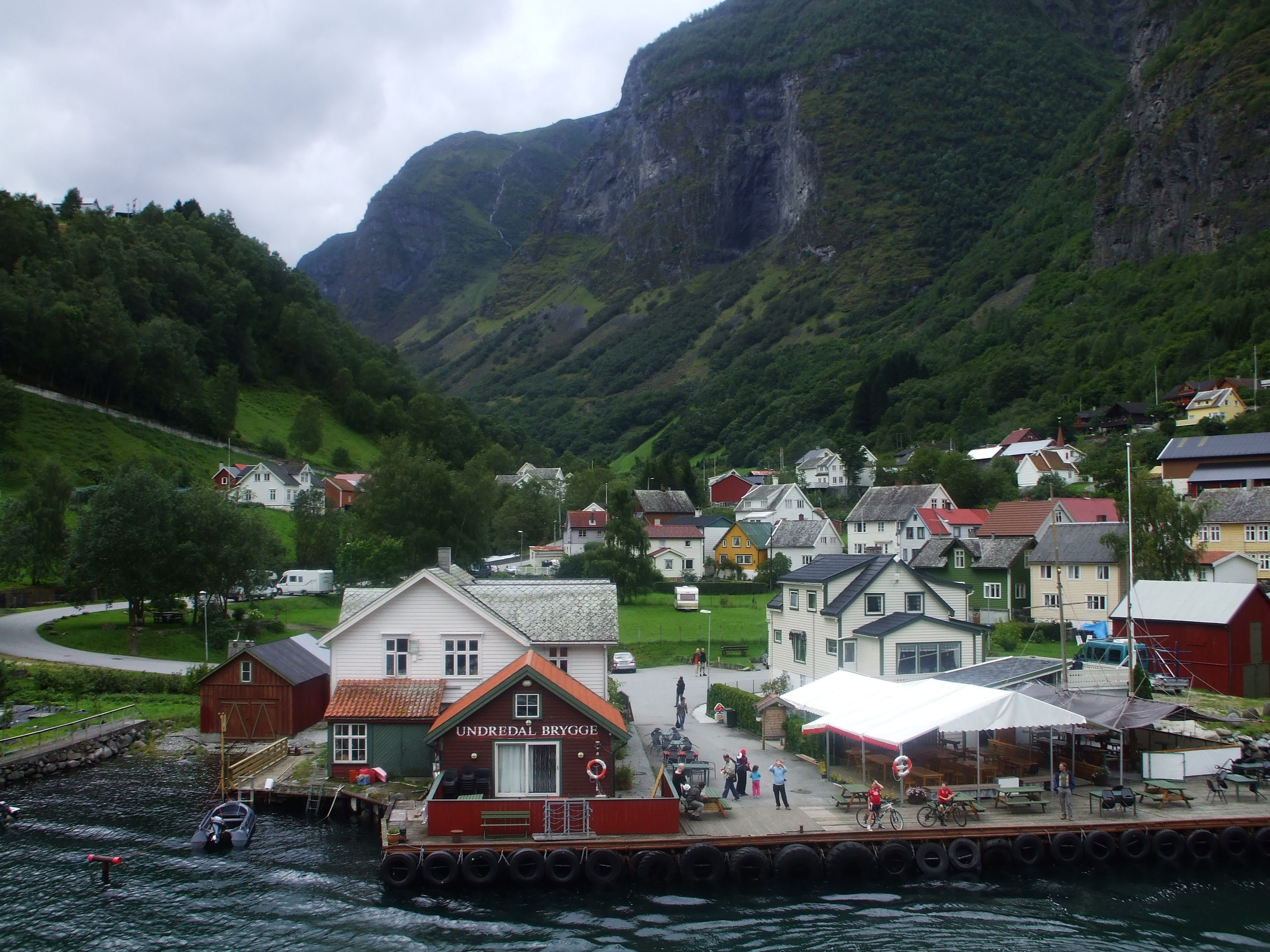
Undredal

### Name
Der Name Aurland leitet sich vom altnordischen Wort aurr ab und bedeutet Kiesel oder Schotter.

### Wappen
Das Wappen zeigt einen silberfarbenen Ziegenkopf auf blauem Grund. Das Wappen soll die Bedeutung der Ziegenhaltung in der Gemeinde hervorheben.

### Tusenårssted
Als Tusenårssted wurde der Standort der ehemaligen Rygg Kirche (norw. Rygg kyrkja) ausgezeichnet. Die Stabkirche wurde im Mittelalter erbaut und in der zweiten Hälfte des 16. Jahrhunderts abgerissen. Der Friedhof wurde jedoch bis 1806 weiter genutzt. Ein Steinhaufen, dessen Geschichte nicht vollständig geklärt ist, soll die Stelle markieren, an der die Kirche einst stand. Der Lokalhistoriker Anders Ohnstad ist der Auffassung, dass dieser Steinhaufen zur Erinnerung an einen reichen Herren noch vor dem Bau der Kirche diente. Ein weiterer Stein, der sogenannte Bønestein, soll der Versammlungspunkt für die letzten sechs bis sieben Überlebenden der Pest (1347–1351) in Aurland gewesen sein. Im Jahr 1950 errichtete man einen Bautastein, um den Platz zu würdigen. Der Kirchengrund steht heute unter Denkmalschutz. Das Komitee wählte den Standort aufgrund seiner langen Kulturgeschichte und seiner zentralen Bedeutung für Aurland.

### Orte
Die Orte Aurlands entwickelten sich hauptsächlich in den Tälern am Fjord. Noch vor dem Bau der Bergensbanen (und später der Flåmsbana) waren die Dörfer nur über das Wasser und zu Fuß über den königlichen Postweg im Nærøydalen zu erreichen. Am Nærøyfjord kristallisierte sich Dyrdal als Handelsstad heraus, in der auch das Thing abgehalten wurde. Die Bewohner des Næroyfjorden teilten sich die Kirche mit den Einwohnern in Undredal, bis der Ort Bakka 1859 eine eigene Kirche erhielt. In Gudvangen und Flåm am Aurlandsfjorden entwickelte sich schon früh der Tourismus. Heute ist Aurlandsvangen der einzige Tätort der Gemeinde und Dyrdal hat seine Stellung als Handels- und Rechtsstadt verloren.

## Einwohner

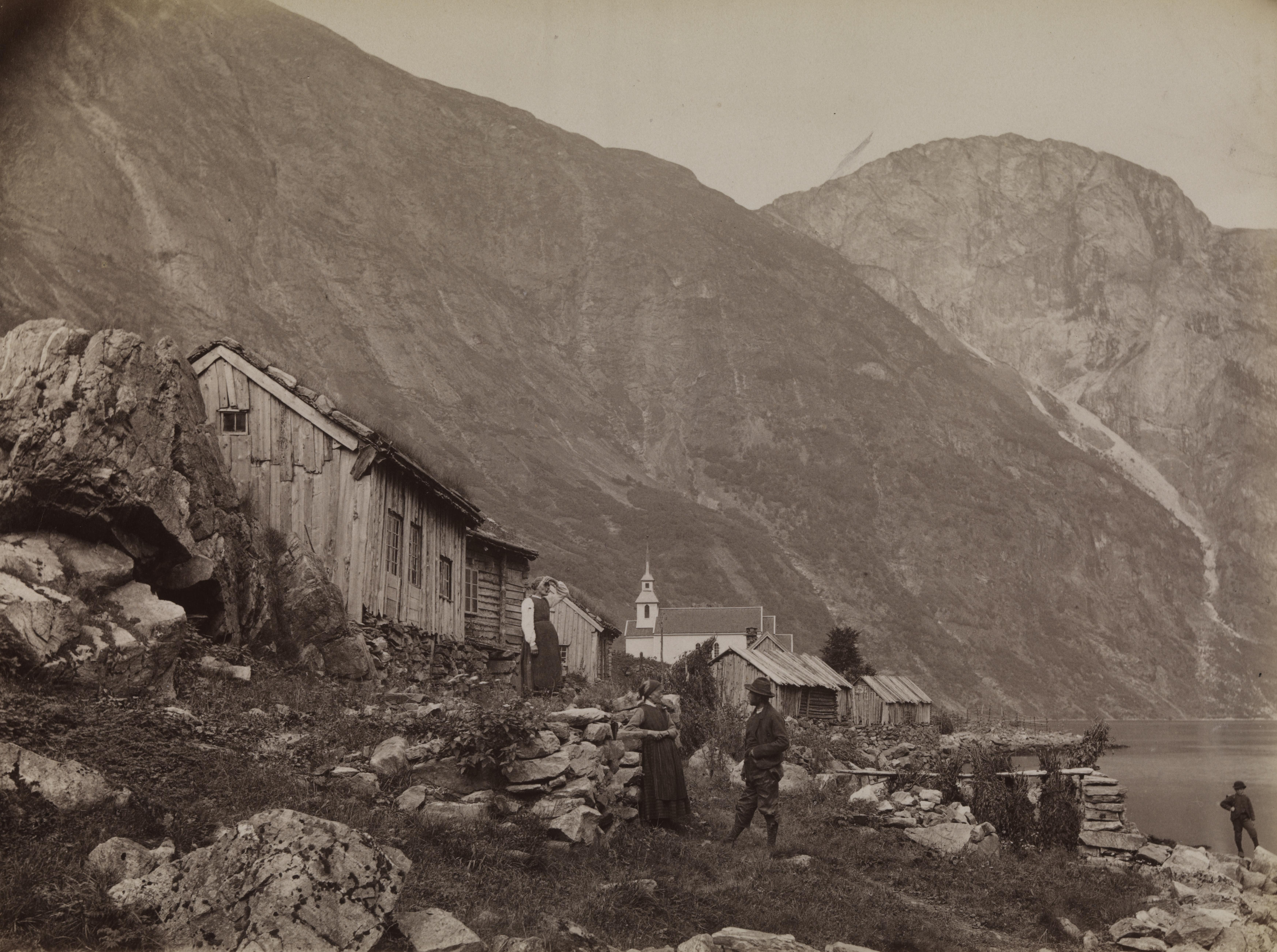
Bakka am Nærøyfjord Ende des 19. Jahrhunderts

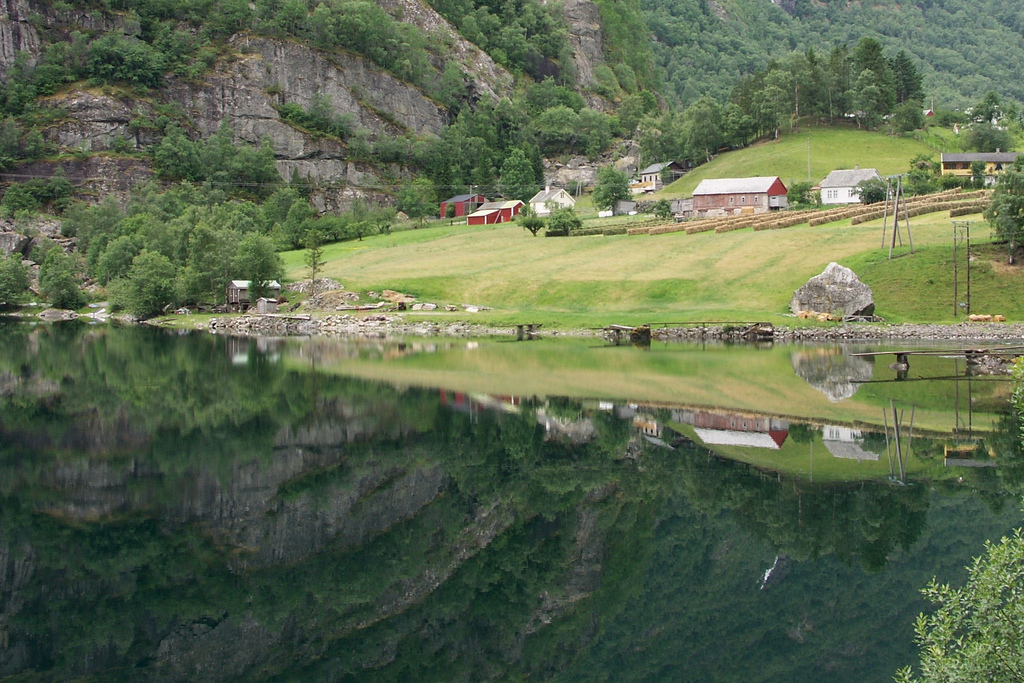
Ortschaft Låvi am See Vassbygdevatnet im Aurlandsdalen

Die Bevölkerung Aurlands konzentriert sich hauptsächlich in den Tälern. In der Gemeinde liegen zwei sogenannte Tettsteder, also zwei Ansiedlungen, die für statistische Zwecke als eine städtische Siedlung gewertet werden. Diese sind Aurlandsvangen mit 804 und Flåm mit 288 Einwohnern (Stand: 1. Januar 2024).

### Bevölkerungsentwicklung der Gemeinde Aurland

### Bekannte Personen
- Absalon Pederssøn Beyer – bedeutender Humanist und Theologe
- Per Sivle – Schriftsteller

## Wirtschaft und Infrastruktur

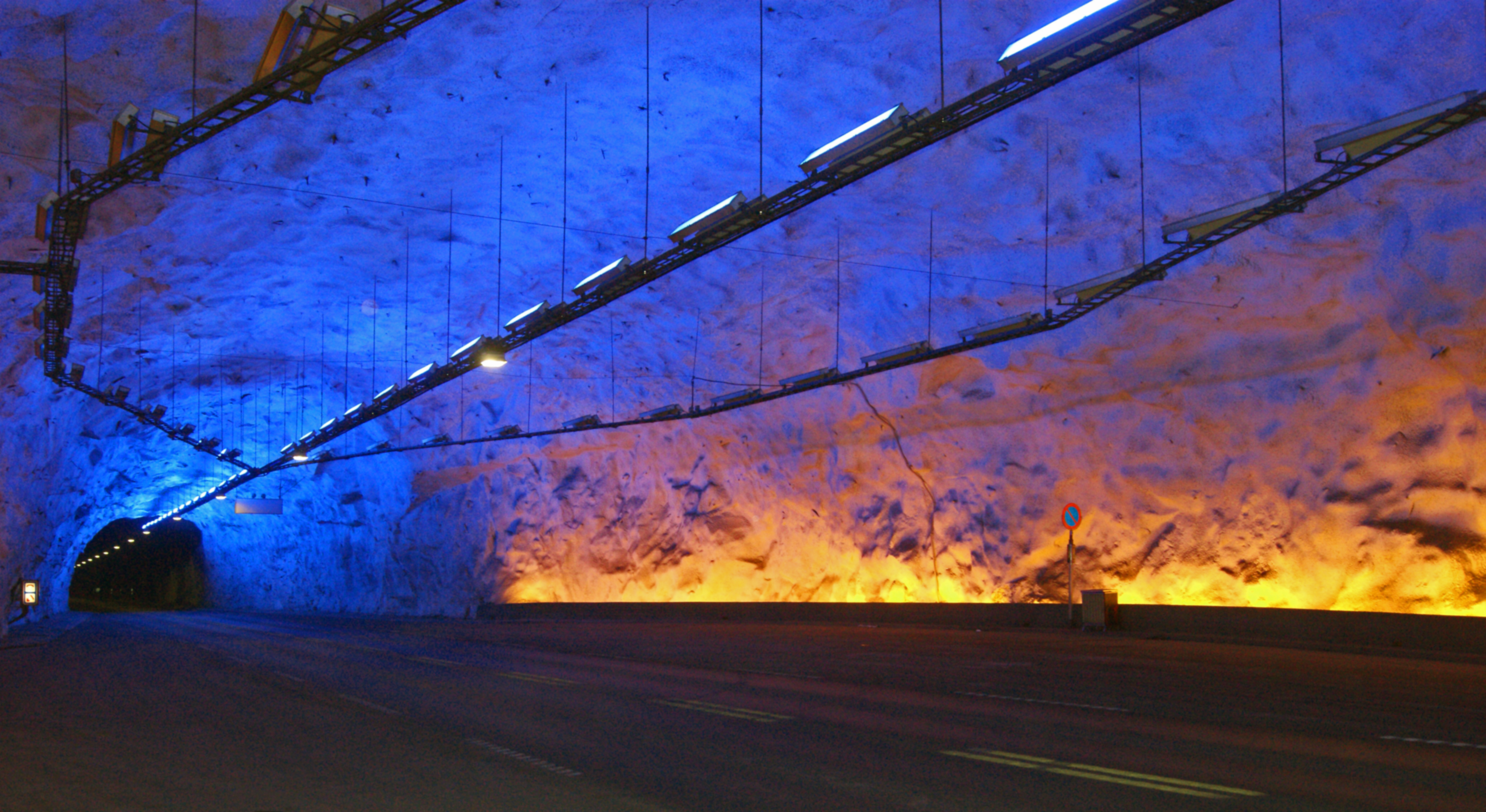
Lærdalstunnel zur Nachbargemeinde Lærdal, derzeit der längste Straßentunnel der Welt

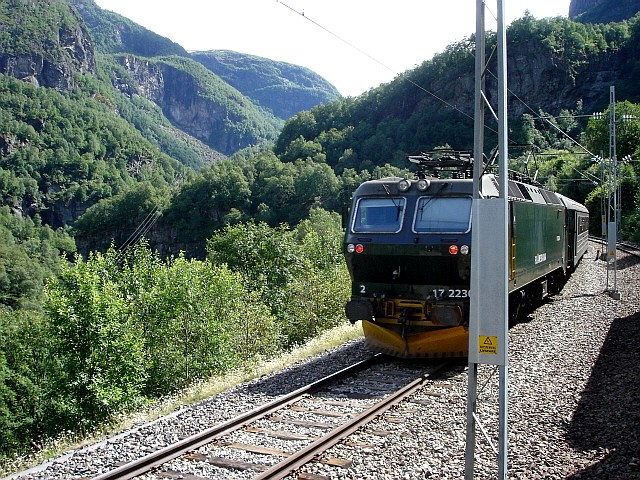
Flåmsbana im Flåmsdalen

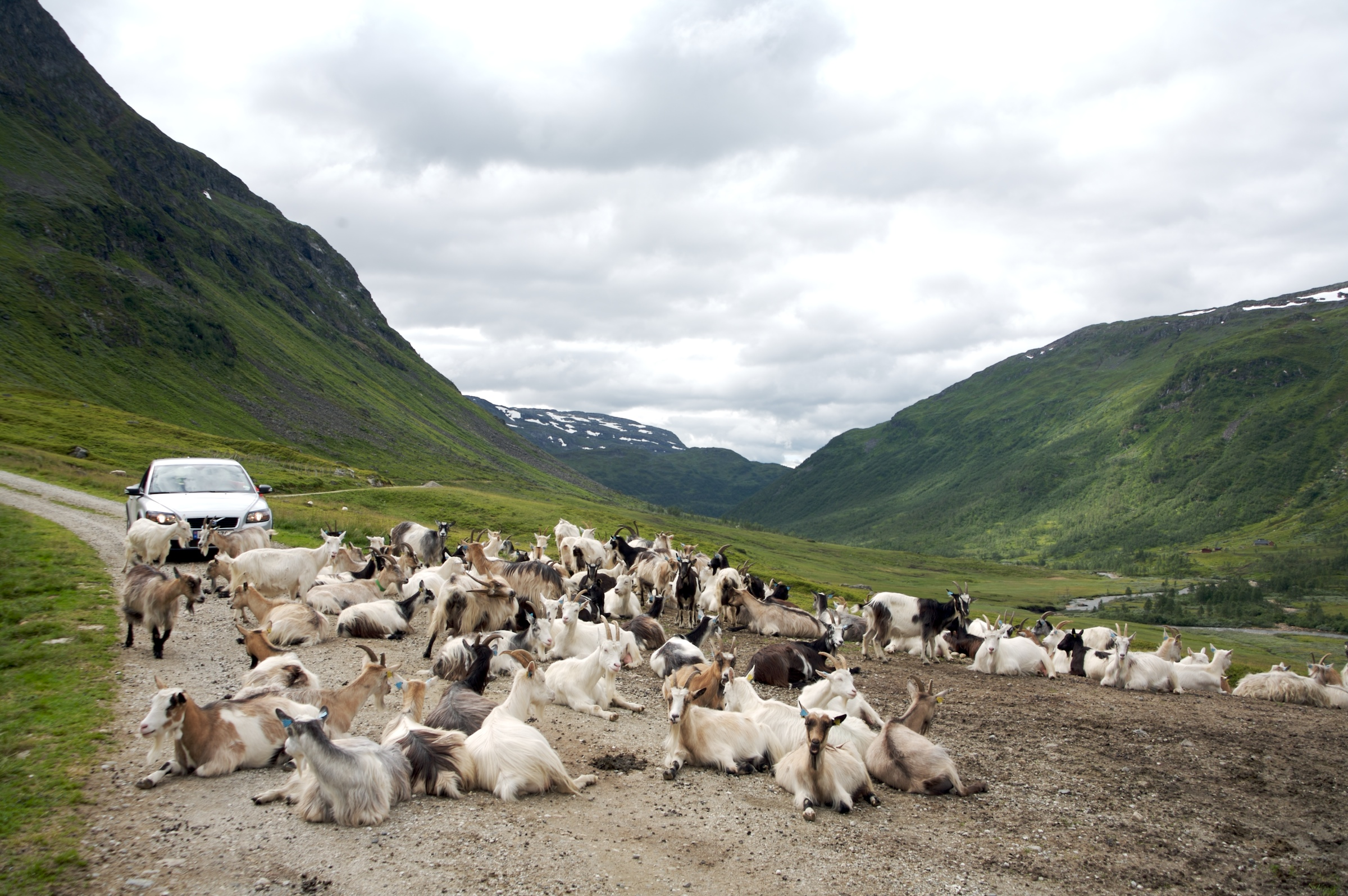
Ziegenhaltung in Aurland

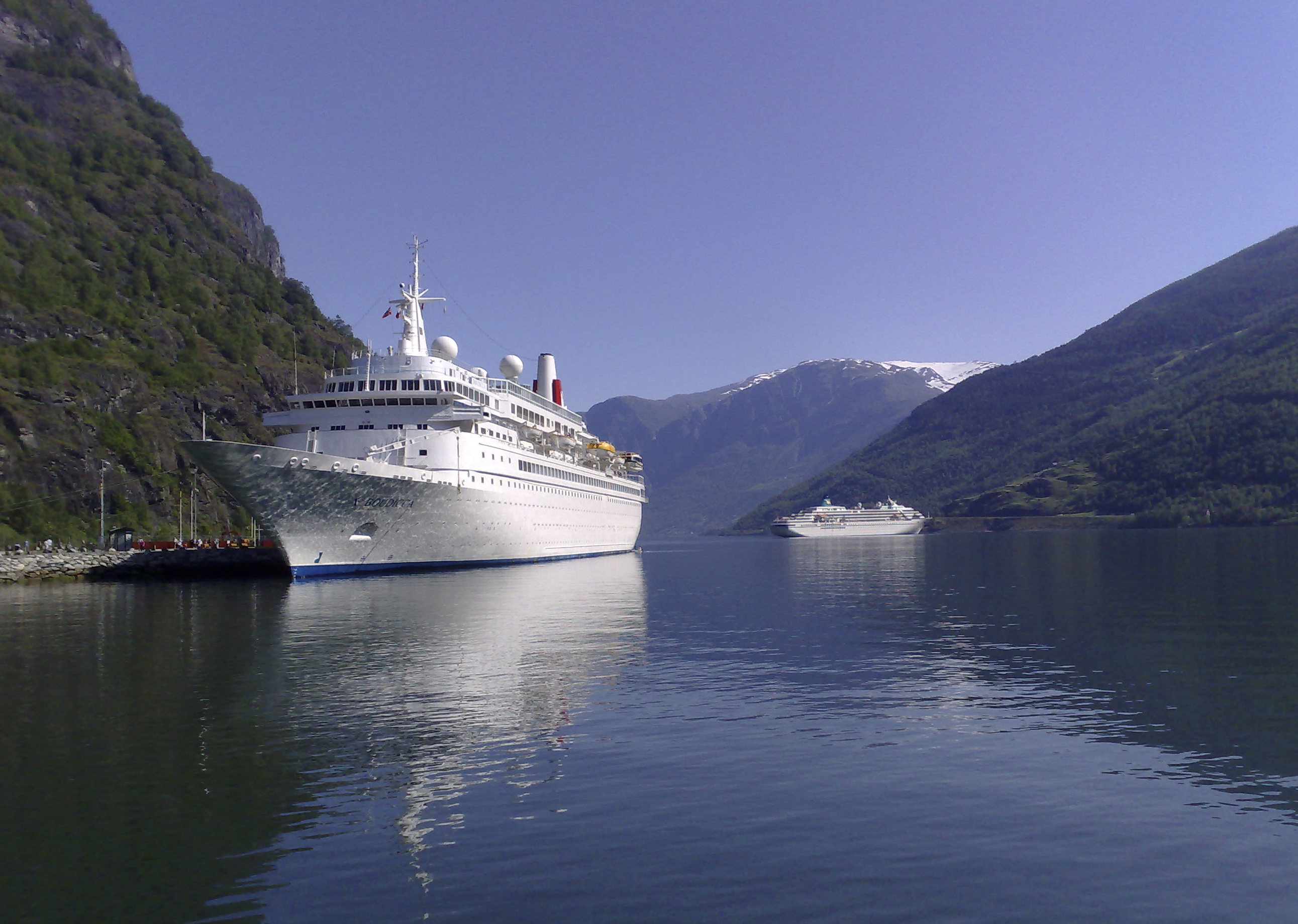
Kreuzfahrtschiffe vor Flåm

### Verkehr
Aurland war bis 1980 im Winter nur über die Flåmsbahn oder mit Booten zu erreichen. Erst mit der Eröffnung der Straße ins Hallingdal 1980 verbesserte sich die Situation. 1991 wurden Richtung Bergen der Flenjatunnel und der Gudvangatunnel eröffnet und im Juni 2001 der Lærdalstunnel nach Lærdal. Letzterer ist gegenwärtig (2013) mit über 24 km der längste Straßentunnel der Erde. Damit wurde eine durchgehende winterfeste Straßenverbindung (E16) von Oslo nach Bergen geschaffen. Aurland liegt heute direkt an dieser für Norwegen wichtigen Verbindung. Die alte Straße über die Berge nach Lærdal heißt Snøvegen und wird heute nur mehr als Nebenstraße verwendet. Nächster Ort von Aurlandsvangen in Richtung Bergen ist Flåm ein bekanntes Touristenziel.

### Wirtschaft

#### Landwirtschaft
Traditionell ist Aurland durch die Landwirtschaft geprägt. Die intensive Landnutzung mit Äckern und Weiden konzentrierte sich hauptsächlich auf die engen Täler Aurlands. Die Kulturlandschaft war in mehreren Reihen Ackerland aufgeteilt. Durch Verkauf, Verpachtung und Vererbung der Felder wurden sie teilweise zerstückelt und so waren die Flächen eines Nutzers oft klein und weit voneinander entfernt. Das machte eine intensive Bewirtschaftung schwierig. Die Höfe fanden sich in Gruppen oder Reihen zusammen, um die vielen unterschiedlich spezialisierten Wirtschaftsräume zu teilen. Einen Eindruck davon vermittelt das Freilichtmuseum Otternes zwischen Flåm und Aurlandsvangen. Das Winterfutter, wie Laub, Heu, Reisig und Moos, holte man häufig aus der angrenzenden Naturlandschaft, in Norwegen auch Außenmark (norw.: utmark) genannt. Aus dem Wald bekam man Brenn- und Bauholz. Sowohl der Wald als auch die Außenmark war wichtig zur Herstellung von Teer und Holzkohle. Teilweise wurde die Außenmark auch als Weidefläche genutzt. Auf den offenen grasdominierten Weiden kultivierte man kleine Baumgrüppchen aus Birken, an geschützten Stellen pflanzte man auch Ulmen und Linden an. Durch die jahrelange Nutzung der Bäume bekamen diese einen dicken und korkenzieherförmigen Wuchs. Baumbestände mit geradem Wuchs hatten daher einen hohen Wert. Solche Birkengrüppchen existieren heute noch auf den Almen Steine und Vassbygdi. Auf Skjerdal und Holmo sind noch Reste der Haine zu erkennen. Heute werden auf den Weiden hauptsächlich Ziegen gehalten, früher war eine gemischte Tierhaltung, unter anderem mit Schafen, üblich. Jeder Hof betrieb mehrere Almen. Oft ein bis zwei Frühjahrsalmen am Waldsaum und eine Sommeralm im Gebirge, dem Fjell. Die Niederleger und Bergalmen Sinjarheim, Øvstebo und Nedbergo sind teilweise erhalten. Das Fjell wurde zum Jagen und Weiden genutzt. Auch in diesem Landschaftsraum hinterließ die intensive Nutzung ihre Spuren. Die Baumgrenze senkte sich durch die Beweidung und das Abholzen zum Tal hin ab.

#### Industrie
Seit der ersten Hälfte des 20. Jahrhunderts wird in Aurland der Aurlandsschuh (norw.: Aurlandssko) industriell hergestellt. Am Anfang produzierten ihn viele kleine Werkstätten, heute existiert nur noch die Aurlandsschuhfabrik in Aurlandsvangen. Im Besucherzentrum Aurlandskoen Èconomusèe kann man sich die traditionelle Produktion des Schuhs anschauen.
Im Nærøydalen gibt es ein Abbaugebiet für Anorthosit.
Der Bau einer Wasserkraftanlage im Aurlandsdal begann im Sommer 1969. 20 Jahre später waren fünf Kraftwerke und 11 Staudämme fertiggestellt. 37 Gebirgsseen wurden in die Anlage eingebunden und produzierten im Jahr der Fertigstellung 2,6 TWh. Das oberste Magazin liegt auf 1.450 moh. Das unterste Kraftwerk Vangen bleibt im Sommer aus Rücksicht auf die Natur außer Betrieb. Der Bau war nicht unumstritten, da die Natur einen wichtigen Bestandteil des Tourismus in Aurland darstellt. Das Unternehmen Oslo Lysverker kaufte bereits 1945 die Fallrechte für das Aurlandsflusssystem. Heute werden die Wasserkraftwerke von den Unternehmen E-CO Energi, E-CO Vannkraft und Oslo Lysverker betrieben.

#### Tourismus
Der Tourismus begann schon früh in Aurland. In Dyrdal und Gudvangen gab es seit 1737 je ein Gästehaus. Diese existierten bis zum 19. Jahrhundert nebeneinander, bevor Gudvangen zum Zentrum heranwuchs. Der Ort Dyrdal verlor zunehmend an Bedeutung und das Gästehaus wurde über 200 Jahre später, im Jahr 1939, abgerissen. In den 60er Jahren des 19. Jahrhunderts wurde das Fretheim Touristhotell in Flåm errichtet und auch Aurlandsvangen besaß ein Gästehaus. Der englische Lord Garvagh kam seinerzeit mit seinem Gefolge nach Aurland um der Sportfischerei und Rentierjagd zu frönen. In Gudvangen und Flåm nahm die Bedeutung des Tourismus stetig zu, besonders nach der Fertigstellung der Flåmsbana, die Aurland nun mit Bergen und Oslo verband. Mit dem Ausbau der Kaianlagen kommen zunehmend auch große Kreuzfahrtschiffe in die Region und so wird der Tourismus zu einer immer wichtigeren Einnahmequelle.

## Kultur und Sehenswürdigkeiten

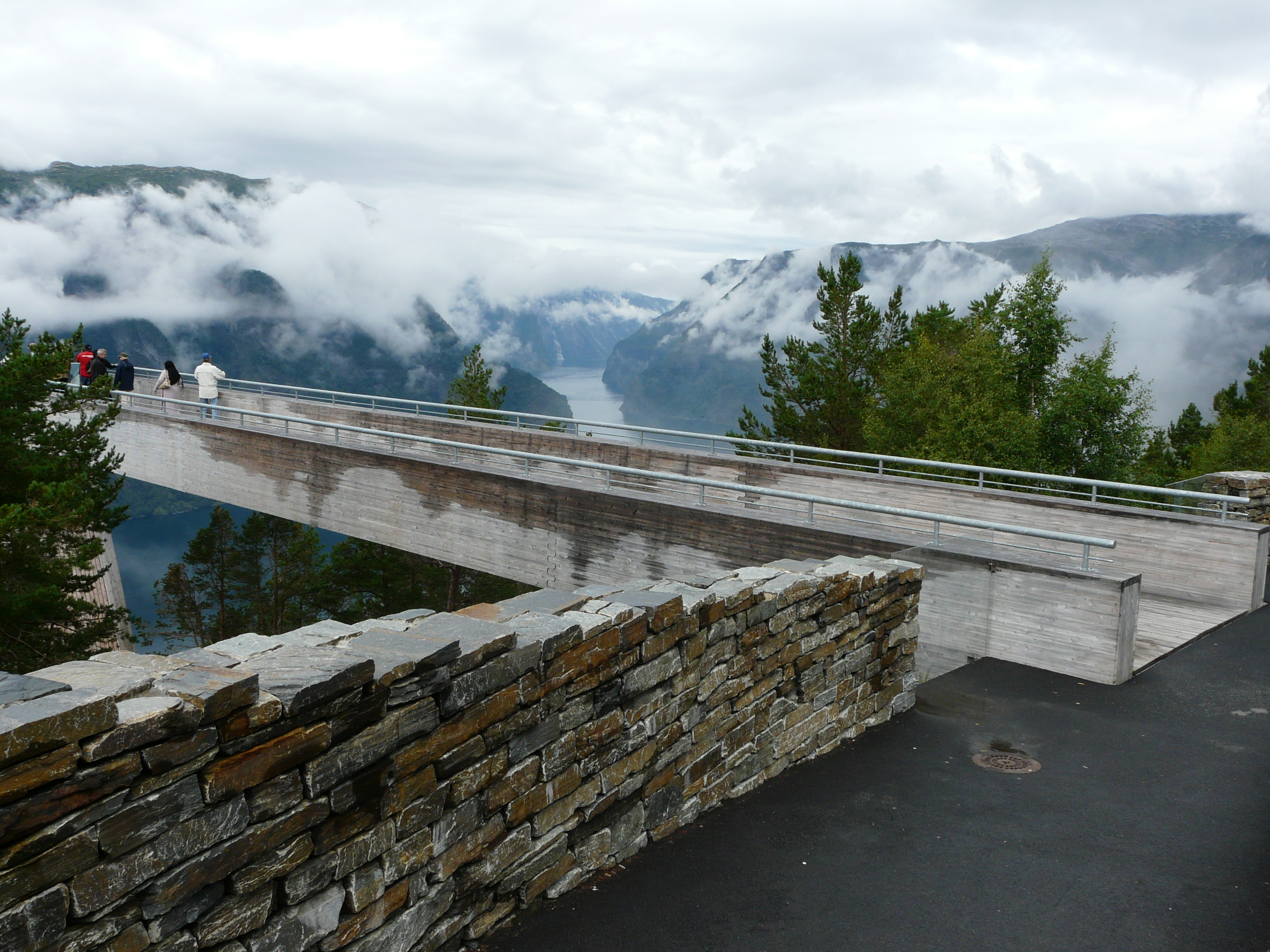
Aussichtsplattform Stegastein über dem Aurlandsfjord

- Eisenbahnmuseum Flåmsbanmuseet
- Freilichtmuseum Otternes
- Rad- und Wanderweg Rallarvegen
- Stabkirche Undredal
- Aussichtsplattform Stegastein